# Rathdrum (Idaho)
Rathdrum è una città degli Stati Uniti d'America, situata nello Stato dell'Idaho, nella Contea di Kootenai.